# 4888 Doreen
A 4888 Doreen (ideiglenes jelöléssel 1981 JX1) a Naprendszer kisbolygóövében található aszteroida. Carolyn Shoemaker fedezte fel 1981. május 5-én.